# 高山右近
參數所指定的目標頁面不存在，建議更正成存在頁面或直接建立下列一個頁面（建立前請先搜尋是否有合適的存在頁面可以取代）：
- 高山重友 (越前守)

高山右近（日语：／ Takayama Ukon，1552年—1615年2月4日）是日本戰國時代至江戶時代初期的武將、大名。著名吉利支丹大名。利休七哲之一。本名友祥、長房、重友（現存文書上只有重友能被確認）。通稱彦五郎。父親是高山友照。與中川清秀是從兄弟。
洗禮名是儒斯定（ジュスト），在葡萄牙語中是「正義的人」的意思。 號南坊。

## 生平

### 三好家臣時期
高山氏是攝津國三島郡高山庄（現今大阪府豐能郡豐能町高山）出身的國人領主。出自秩父氏一派的高山黨庶流甲賀五十三家之一。父親友照擔任當主的時期，仕於當時畿內最大勢力三好長慶，跟隨三好氏的重臣松永久秀，以大和國宇陀郡的澤城（現今奈良縣宇陀市榛原）為居城。
在天文21年（1552年）出生，家中嫡男。永祿7年（1564年），接受天主教的洗禮（12歲）。父親友照在奈良聽到琵琶法師兼耶穌會修道士洛倫索了齋的說話後，受到感動，於是接受洗禮，同時返回居城澤城，並令家人和家臣洗禮。於是得到洗禮名「儒斯定」（ジュスト）。
不過三好氏在當主長慶於永祿7年死去後，因為內紛等原因而急速衰退，高山氏本來的所領攝津亦被豪族池田氏、伊丹氏等勢力威脅。

### 織田家臣時期
永祿11年（1568年），在織田信長強力的軍事力庇護下，足利義昭成為第15代將軍，於是狀況突變。義昭消滅攝津的土著領主之一的入江氏後，把直臣和田惟政配置在高槻城，並任命惟政、伊丹親興、池田勝正為攝津守護（攝津三守護），於是高山父子仕於惟政。
元龜2年（1571年），惟政在與池田氏的被官荒木村重和中川清秀的戰鬥中敗北並戰死（白井河原之戰），不久後，村重壓倒池田氏，並接近信長，得到「隨意取走攝津國（即確保全域的領有權）」（摂津国の切り取り勝手）的承諾後，消滅再次接近三好氏的伊丹氏，並清除攝津的石山本願寺領有的石山周邊（現今大阪市域）勢力，領有攝津全國。
在惟政死後，高槻城由惟政的兒子惟長成為城主，不過因為只有17歲，於是由叔父和田惟增輔佐，但是惟長無故殺害惟增。因此高山家成為主家的相談役，但是認為不妥的和田家臣們向惟長進言暗殺高山父子。高山家被告知「惟長決定乘機殺死高山父子」（惟長は好機があり次第、高山親子を殺すことに決めた），友照因此事而與村重相談，村重說「若然如此，則應在被殺前反殺（對方）。我亦將帶兵援助」（もしそうであるなら殺される前に殺すべきだ。自分は兵をもって援助する），並送出給予惟長的所領中2萬石的書狀。
元龜4年（1573年）3月，惟長與反高山派的家臣一同偽裝要與高山父子對話，邀請高山父子出城，高山父子從同伴中得知這個計策，不過仍然率領14至15名家臣前往高槻城，與等待中的惟長等人廝殺。在夜晚的亂戰中，屋內的蠟燭被弄滅，在黑暗中，右近在火光熄滅前，看到惟長在床上，在火光熄滅後，立即衝到床邊，雖然手腕受傷，不過以兩刀令惟長負上致命傷，不過聽到響聲的高山家臣前來支援時，其中一人誤傷右近，令右近的頭部被砍傷，傷勢非常嚴重，但最終得以痊癒，此事也讓其日後虔信天主教。另一方面，惟長與家人和家臣逃到近江國甲賀郡，不過在該地死亡。
此後，高山父子處於村重之下，因為村重從信長手上得到攝津一國的支配權，這次事件受村重控制，而高山父子則成為高槻城城主，在不久後進行高槻城的修築工事，並採用石垣和塗壁等當時畿內流行的樣式。
父親友照在50歲時，把高槻城讓予右近，自身則以基督徒的方式生活。在這個時代，友照熱心於建築教堂和傳教，領內的神社佛閣被破壞，神官和僧侶受到迫害，而父親的方式亦對右近有很大影響。

### 荒木村重反亂

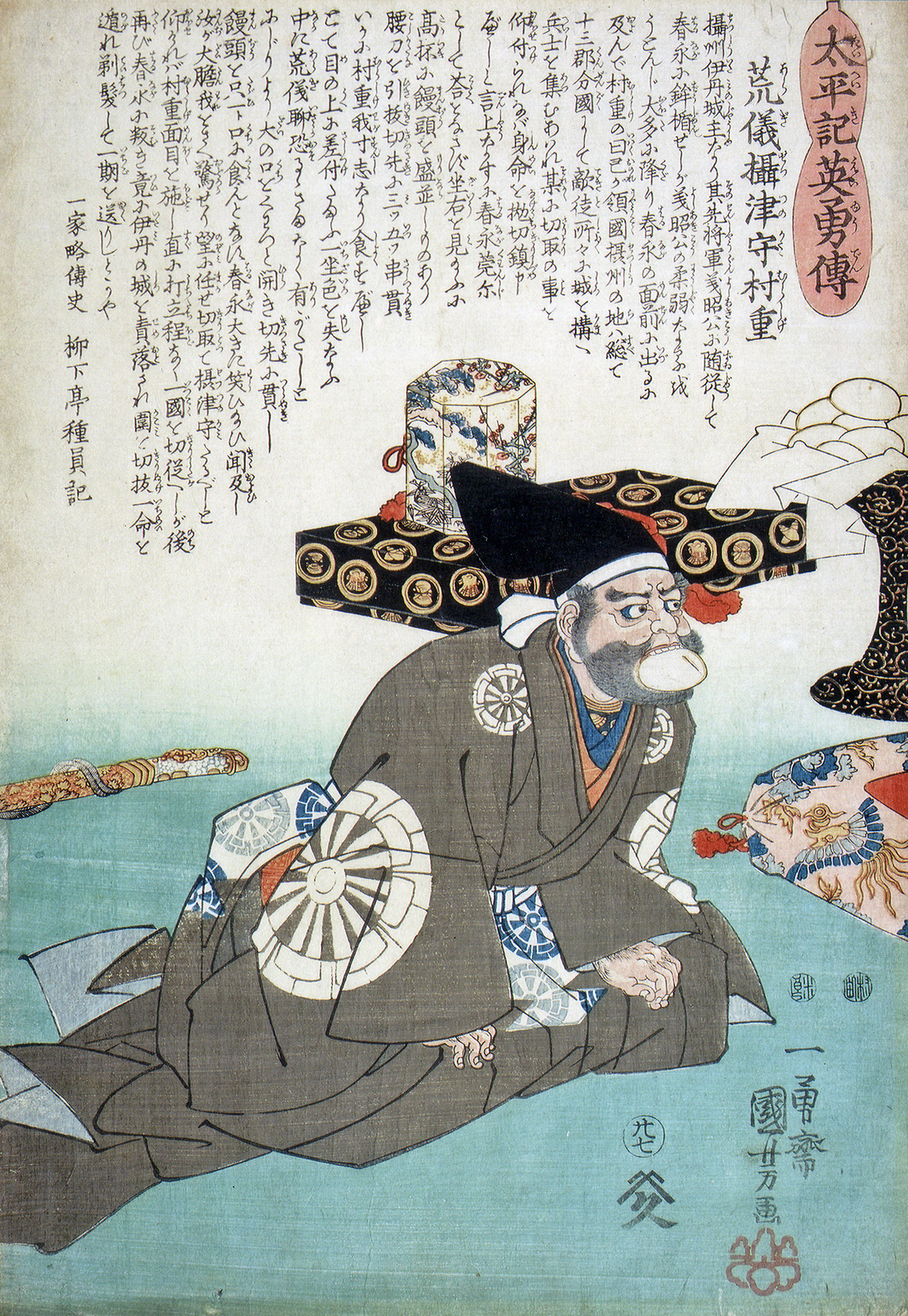
荒木村重錦繪圖

天正6年（1578年），以與力身份跟隨的荒木村重背叛主君織田信長。在得知村重謀反後，把妹妹和兒子送到有岡城當作人質，以顯示誠意並阻止村重謀反，不過失敗。對選擇投向村重還是信長感到煩惱，於是向尊敬的耶穌會會士涅奇-索尔多·奥尔甘蒂诺神父求助，而神父建議「向信長投降是正義，好好地祈禱並決定吧」（信長に降るのが正義であるが、よく祈って決断せよ）。
因為高槻城是要地，信長決定首先攻陷此城，而因為信長判斷金錢和地位不足以動搖右近，於是要脅「如果右近不投降的話就殺死畿內的傳教士和基督徒，並破壞教堂」。
此時，城內分為徹底抗戰的父親友照等人和請求開城兩派，而右近決定向信長降服，並穿著紙衣出城，親自與信長見面，而村重亦沒有把留在城內的右近家人、家臣、人質殺死。結果，右近的離脱成為荒木軍敗北的主要原因（此後，村重的重臣中川清秀亦投向織田軍）。而這次功績受信長承認，於是保著高槻城，更從2萬石加增至4萬石。

### 秀吉家臣時期
天正10年（1582年）6月，信長在本能寺之變中死去，明智光秀希望得到右近和清秀的幫助，不過右近返回高槻並投向羽柴秀吉。在不久後的山崎之戰中擔任先鋒，與清秀和池田恒興一同奮戰，令光秀敗北。在清洲會議中，戰功得到承認而加增領地。在本能寺之變後，安土城被燒毀，於是把安土的神學院（セミナリヨ）轉移至高槻。在賤岳之戰中，守備岩崎山，受到柴田勝家的外甥佐久間盛政猛攻，清秀戰死，右近則撤退至羽柴秀長的陣中。此後，有小牧長久手之戰寄和四國征伐等戰事中參戰。
繼承父親友照政策的右近，破壞領內的神社佛閣，並迫害神官和僧侶，因此令畿內的高槻周邊古神社佛閣建築物完全消失，古老的佛像亦只有少數留下，領內許多寺社亦有「因為高山右近的軍勢而受破壞，一時間衰退」（高山右近の軍勢により破壊され、一時衰退した）等的記錄。而在『弗洛伊斯日本史』等基督徒方的記述中，指右近沒有強制住民和家臣信教（實際上，向寺社發出的所領安堵狀亦是在受洗後發出），在絕大的影響力下，領內的住民差不多全是基督徒。因此廢寺增加，破壞寺院以獲得建設教堂的材料。

### 流放時期
由於受到秀吉信任，在天正13年（1585年），被賜予播磨國明石郡的新領地6萬石，並以船上城為居城。不過在不久後，秀吉發出伴天連追放令。吉利支丹大名陷入苦況，但是右近為了信仰，不惜捨棄全部領地和財產。此後暫時受小西行長庇護，在小豆島和肥後國等地隱居。天正16年（1588年），受前田利家邀請而前往加賀國金澤，並得到1萬5千石扶持俸祿。
天正18年（1590年），在小田原征伐中，雖然是被流放處分的身份，不過亦屬於前田軍而從軍。在修築金澤城時，右近以先進的畿內築城法知識，大大得到應用。此後亦受到利家的嫡男利長繼續庇護，在政治、軍事等家政中，擔任相談役。慶長14年（1609年），因為利長的隱居城富山城發生火災，於是參與在越中國射水郡關野（現今富山縣高岡市）築造新城高岡城。
慶長19年（1614年），因為江戶幕府的禁教令，在加賀生活的右近在眾人的挽留下，離開加賀。在長崎與家人一同被流放的內藤如安等人一同乘上前往馬尼拉的船，並在12月到達馬尼拉。耶穌會報告和傳教士報告而變得有名的右近在馬尼拉，受到西班牙的菲律賓都督胡安·德·席尔瓦等人熱烈歡迎。不過因為船旅的疲勞，以及不習慣當城氣候，年老的右近立即得病，在慶長20年1月8日（1615年2月4日）死去。享年64歲。

## 死後

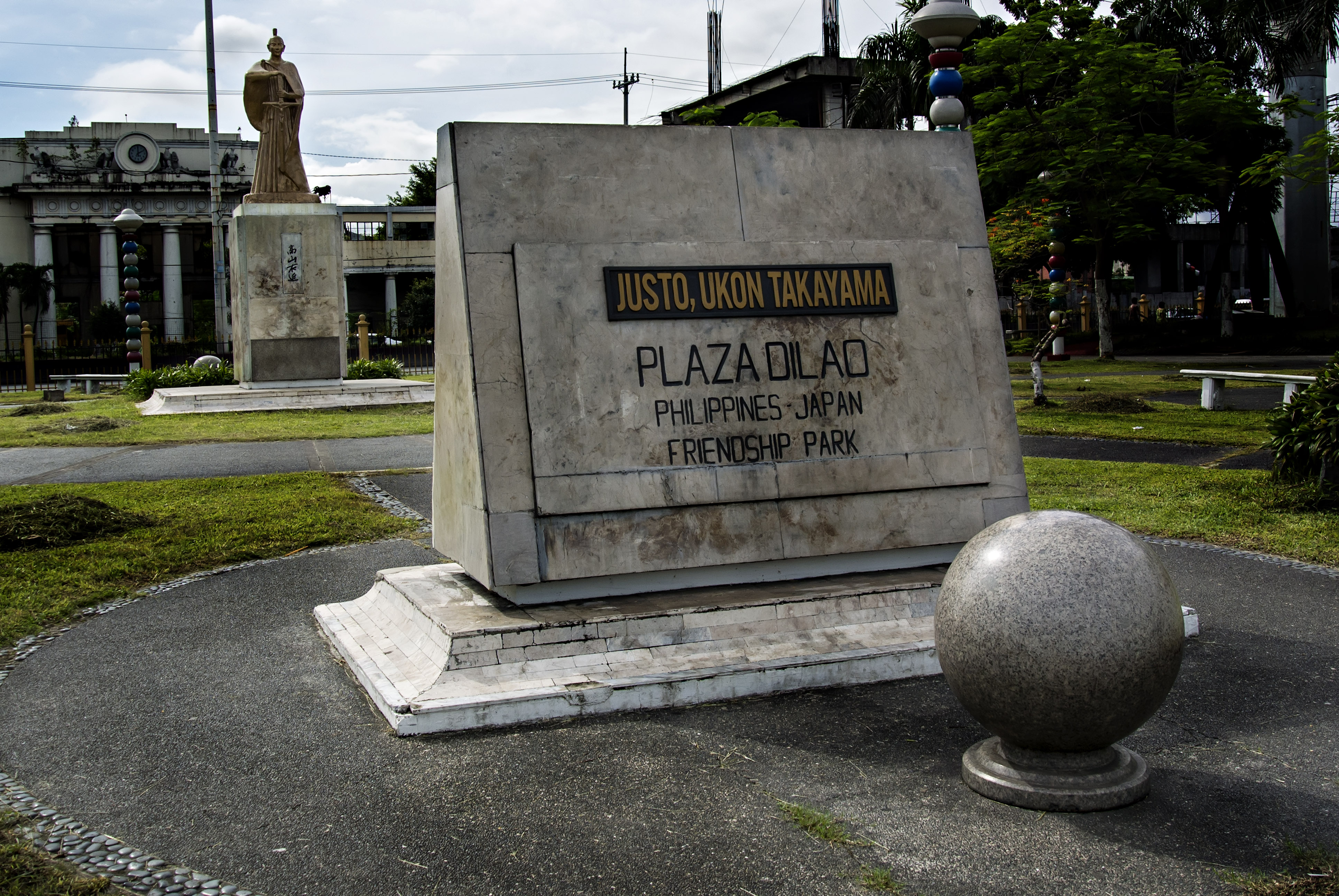
馬尼拉迪勞廣場（Plaza Dilao）的高山右近像。像後方是舊帕可車站。

右近的葬禮在總督的指示下，通告馬尼拉全市，並在王城區的聖安娜教堂內舉行。死後，家人被允許返回日本。現在石川縣羽咋郡志賀町代田、福井縣福井市、大分縣大分市有直系子孫「高山家」。
在死後4百年的平成27年（2015年），日本的天主教中央協議會因為右近捨棄地位而貫徹信仰，而將其列為殉教者，並向羅馬教廷申請將其認定為真福者。同年6月18日，教廷的神學調查委員會通過最終手續，翌年（2016年）1月22日，得到教宗方濟各認可，今後可以正式在宣福禮中追悼。2017年2月7日正式在大阪獲宣為真福，主禮禮儀的聖座封聖部部長安日洛·阿马托樞機表示：「高山右近接受了信譽和忠誠的教育，是一名真正的基督武士。」

## 人物、逸話
- 人德廣為人知，許多大名受其影響而成為基督徒，例如牧村政治（日语：牧村政治）、蒲生氏鄉、黑田孝高、小西行長等。而細川忠興、前田利家雖然沒有接受洗禮，不過因為右近的影響，對基督徒亦有好意。

- 言行慎重，性格認真。受到以秀吉為首的諸將褒美，並留下許多故事。織田有樂齋在著作『喫茶余祿』中，評價右近的茶道「在製作中加入所想亦好，不過在其中有『清之病』」（作りも思い入れも良いが、どこか清の病いがある）。

- 在路易斯·弗罗伊斯的『日本史』中記載，右近於高槻城（日语：高槻城）下的村民死後，率先接受抬棺的工作（當時屬於賤民的工作），令領民相當感動。

- 在小田原征伐中，於陣中與蒲生氏鄉和細川忠興一同食用自己準備的牛肉（『綿考輯錄』、『細川家御家譜』）。

- 發出伴天連追放令的秀吉因為愛惜右近的才能，於是派茶道師匠千利休勸告右近棄教，但是右近回答「即使違背主君的命令，亦不改其志，才是真武士」（主君の命令に背いても志を変えないのが真の武士である），令利休放棄。

## 外部連結
- 武家家伝＿高山氏 （页面存档备份，存于）
- キリシタン大名・高山右近：「福者」に　バチカン審査委了承　国外追放され殉教 - 毎日新聞
- 高山右近、「福者」認定＝国外追放のキリシタン大名－バチカン：時事ドットコム （页面存档备份，存于）